# Casi Casi
"Casi Casi" é uma canção da cantora e compositora brasileira Anitta, gravada para seu sétimo EP, Funk Generation: A Favela Love Story (2023). "Casi Casi" traz uma narrativa sensual e divertida, misturando versos em espanhol, português e inglês. A canção foi escrita por Anitta, Declan Hoy, Luiz Claudio Junior, Márcio Arantes e Melony Nathalie Redondo, enquanto a produção ficou por conta de DJ Gabriel do Borel, Decz e Márcio Arantes. Foi lançada como o segundo single do EP visual, em 18 de agosto de 2023, através da Floresta Records, Republic Records e Universal Music Latino.

## Vídeo musical
O videoclipe de "Casi Casi" foi gravado na comunidade da Cascatinha, no Rio de Janeiro, para o conceito do vídeo Anitta encarna a recepcionista de um motel fictício da favela, cujos clientes apresentam as mais diversas configurações de relacionamento, gênero e sexualidade. O clipe também acompanha a evolução do romance da artista com o pretendente apresentado no clipe anterior de “Funk Rave”.

## Apresentações ao vivo
.Em 17 de agosto de 2023, Anitta cantou um medley de "Casi Casi" e "Funk Rave", além de "Used to Be", "Nu", "Vai Vendo" e "Ai Papai" no Domingão com Huck que foi ar dia 20 de agosto de 2023.

## Faixas e formatos
| Download digital |             |                                                              |         |  |
| N.º              | Título      | Compositor(es)                                               | Duração |  |
| 1.               | "Casi Casi" | Larissa Declan Hoy Luiz Junior Márcio Arantes Melony Redondo | 2:13    |  |